# 非洲傳統宗教
非洲傳統宗教（英語：Africa traditional religion，阿拉伯语：‎），泛稱非洲大陸上除伊斯蘭教、基督教等外來宗教，原生於非洲的當地宗教信仰。

## 社會結構
非洲傳統宗教影響當地社會甚深，透過宗教產生許多和宗教相關的社會階級，如司祭、占卜者等，這些產生於神權的社會階級，承擔溝通人間和神靈的責任，因此地位崇高。也由於非洲傳統宗教大多重視祭祀，尤其是活體獻祭，因此產生許多獻祭活體動物的儀式，由於他們認為鮮血是乘載生命的載體，因此傳統儀式上許多都和血有關，例如放血行為。這些儀式構成信仰傳統宗教者生活中一大重要部分。

## 神學元素
同時包含多神論和一神論的元素：傳統非洲人相信宇宙有一位至高無上的真神，代表一切的真理，也掌握人類終極的命運，但是這位神和人類距離遙遠，真正需要藉由祭拜來改善生活的，反而是生活周遭的精靈、神明和祖靈等，而精靈、神明和祖靈在非洲人眼中，其特性就和人類一般，得以藉由溝通來改變祂們的想法。正如前面所述，活體獻祭正是取悅眾神、使他們降福的手段。而因為非洲人相信宇宙有至高無上的真神，這也是伊斯蘭或基督宗教等一神信仰進入非洲後，非洲人得以快速接受並大量信仰的原因之一。

## 外部連結
- African Comparative Belief
- Afrika world.netA website with extensive links and information about traditional African religions
- Baba Alawoye.com （页面存档备份，存于） Baba'Awo Awoyinfa Ifaloju, showcasing Ifa using web media 2.0 (blogs, podcasting, video & photocasting)[]
- culture-exchange.blog/animism-modern-africa  （页面存档备份，存于） An article explaining the parallels between traditional and modern religious practices in Africa